# Matías de la Peña Barragán
Matías de la Peña y Barragán fue un militar mexicano del siglo xix.

## Biografía
De la Peña y Barragán fue general en jefe autoproclamado del «Ejército Salvador de la Independencia y la Libertad» durante la rebelión de los Polkos, sublevándose así contra el gobierno en medio de la invasión estadounidense. Publicó un Plan en contra de los Poderes Legislativo y Ejecutivo que exigía la desaparición de ambos poderes, reconocía el sistema federal y a Antonio López de Santa Anna como general en jefe del Ejército Mexicano, convocaba a un nuevo Congreso bicameral para reformar la Constitución de 1824 y pedía la derogación de las leyes del 11 de enero y 4 de febrero sobre la ocupación de los bienes de manos muertas. En 1843 se involucró en las acciones militares para someter a fuerzas yucatecas en Campeche al reemplazar a José Vicente Miñón.